# Euryplatea nanaknihali
Euryplatea nanaknihali — вид двокрилих комах родини горбаток (Phoridae). Один з найменших видів мух у світі.

## Назва
Він названий на честь Нанака Ніхала Вайса, хлопчика, котрий цікавився комахами, та відвідував Музей природознавства округу Лос-Анджелес разом зі своїм батьком.

## Поширення
Вид знайдений у низці національних парків Таїланду.

## Опис
Дорослі комахи сягають 0,4 мм завдовжки. До 2018 року вважався найменшим видом двокрилих, доки не відкрили ще менший вид Megapropodiphora arnoldi. Голова і тіло короткі, широкі, світло-коричневі. Скутеллюм відсутній. Ноги короткі, рідко покриті довгими міцними щетинками. Заднє стегно збільшене і дуже широке. Задня гомілка має ряд щільних щетинок. Очі дрібні, оцелії відсутні. Лапки 5-членикові. Крила округлі.

## Спосіб життя
Паразитоїд мурашок з роду Crematogaster. Вони відкладають яйця в головах мурашок. Личинка споживає вміст голови мурашки. Заляльковується всередині екзоскелету комахи.